# Нова Гута (Краків)

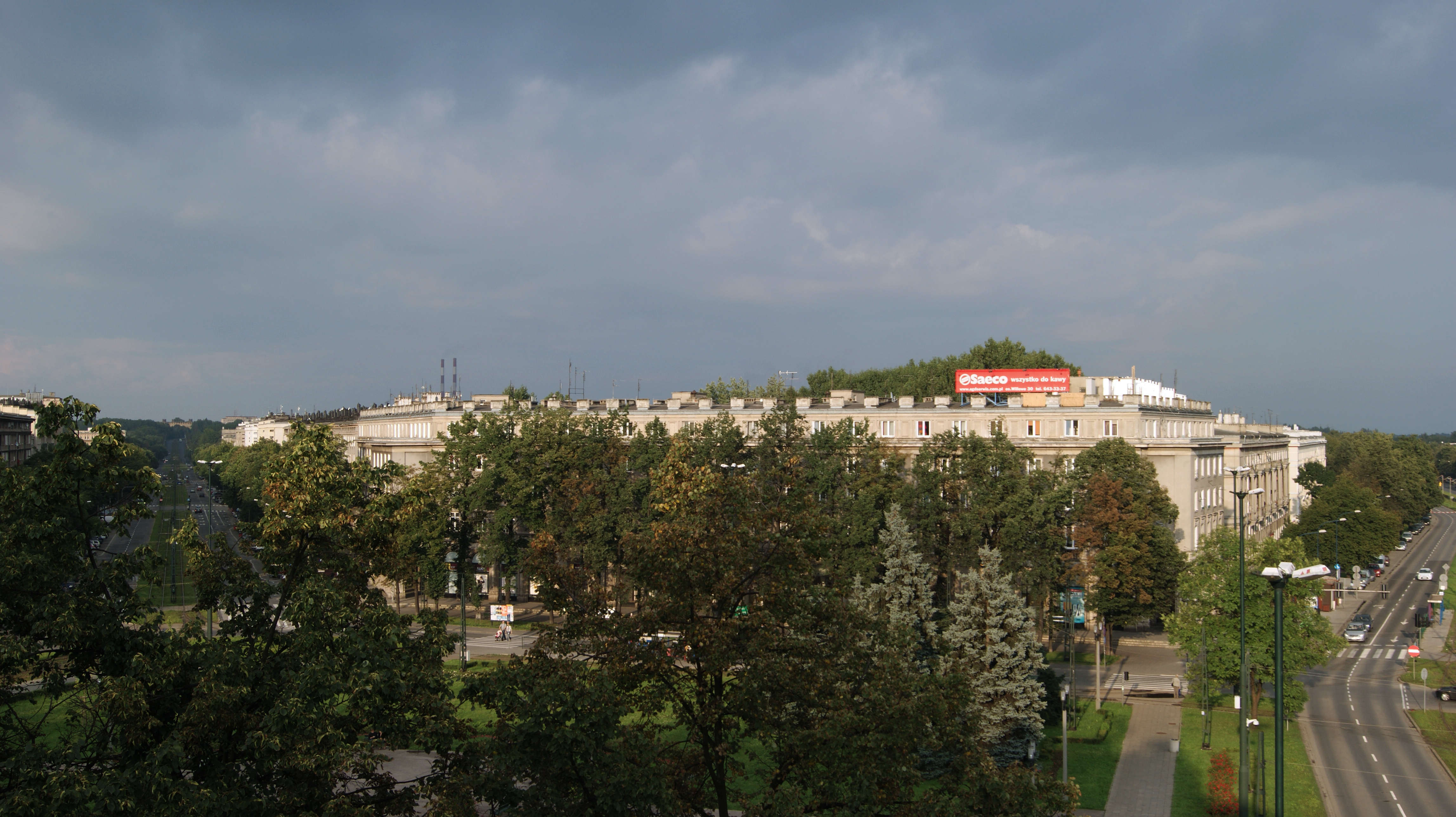
Центральна площа Нової Гути

Історична Нова Гута (виділено червоним) і поділ її на нові райони.

Нова Гута (пол. Nowa Huta) — район Кракова у південно-східної його частині. Первинно спроєктований і збудований польським архітектором і урбаністом Тадеушем Пташицьким як окреме місто для робітників металургійного комбінату, яке будувалося з 23 червня 1949 року. З 1 січня 1951 за розпорядженням Ради Міністрів від 14 грудня 1950 входить до складу міста Кракова. 
1990 року запроваджено новий адміністративний поділ Кракова, за яким територію Нової Гути поділено на п'ять окремих районів: XIV район Чижини, XV район Містшейовиці, XVI район Бенчиці, XVII район Вґужа Кшеславицькі та XVIII район Нова Гута.
Населення історичного району складає бл. 300 тис. осіб. Площа: 110,7 км².

## Назва
26 квітня 1950 розпочалося будівництво металургійного заводу імені Леніна, якій було офіційно відкрито 22 липня 1954. Назва майбутнього району буквально позначає "Новий металургійний завод".